# Wolfgang Kubicki

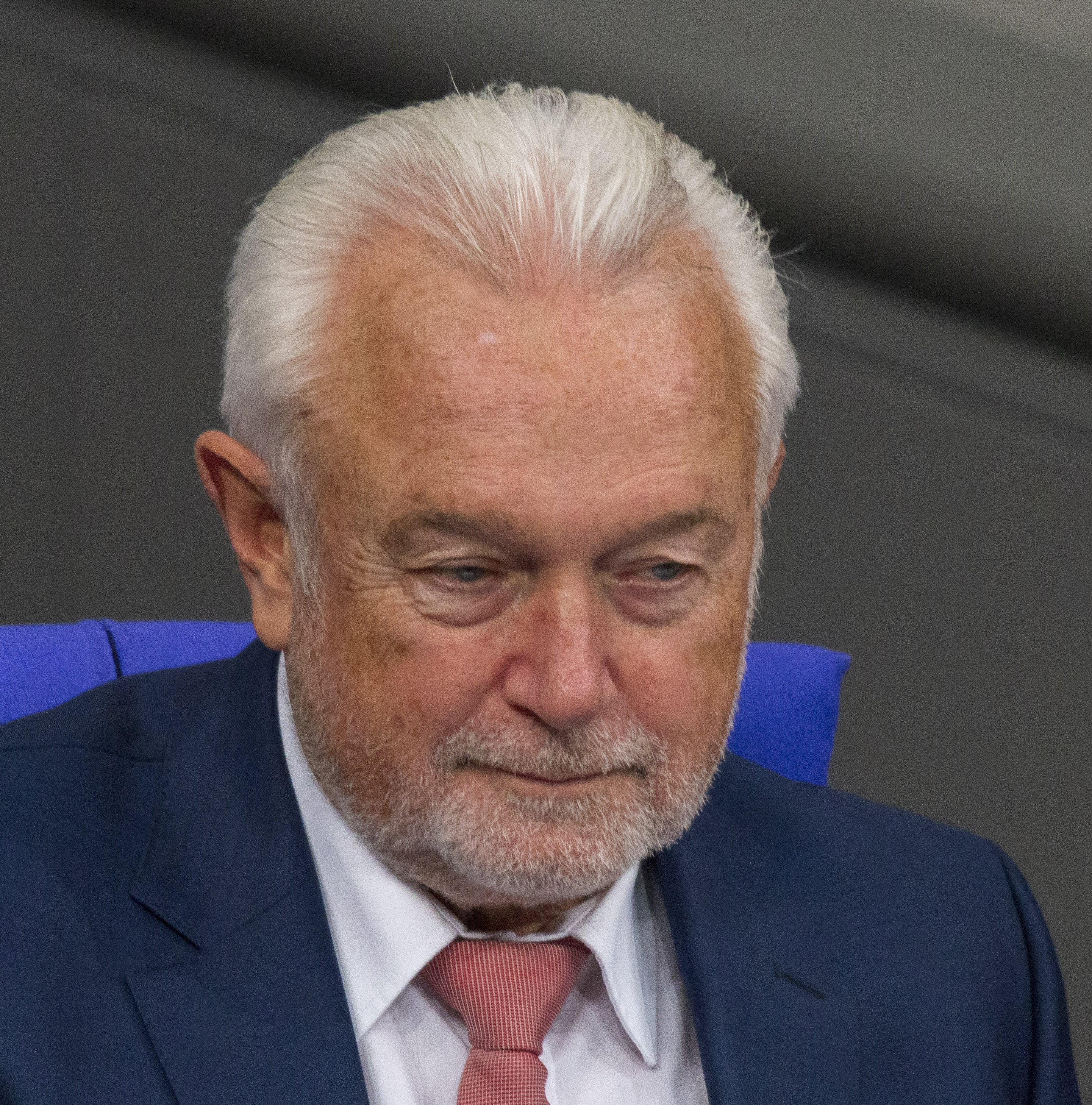
Wolfgang Kubicki (2020)

Wolfgang Kubicki [kuˈbɪki] (* 3. März 1952 in Braunschweig) ist ein deutscher Politiker (FDP), Rechtsanwalt und Volkswirt. Er war von 1990 bis 1992 sowie von 2017 bis 2025 Mitglied des Deutschen Bundestages und war von 2017 bis 2025 dessen Vizepräsident. Von 1992 bis 2017 war er Abgeordneter im Landtag Schleswig-Holsteins, wo er mit Ausnahme der Zeit zwischen 1993 und 1996 den FDP-Fraktionsvorsitz innehatte. Seit 2013 ist Kubicki außerdem stellvertretender Bundesvorsitzender seiner Partei.

## Familie und Ausbildung

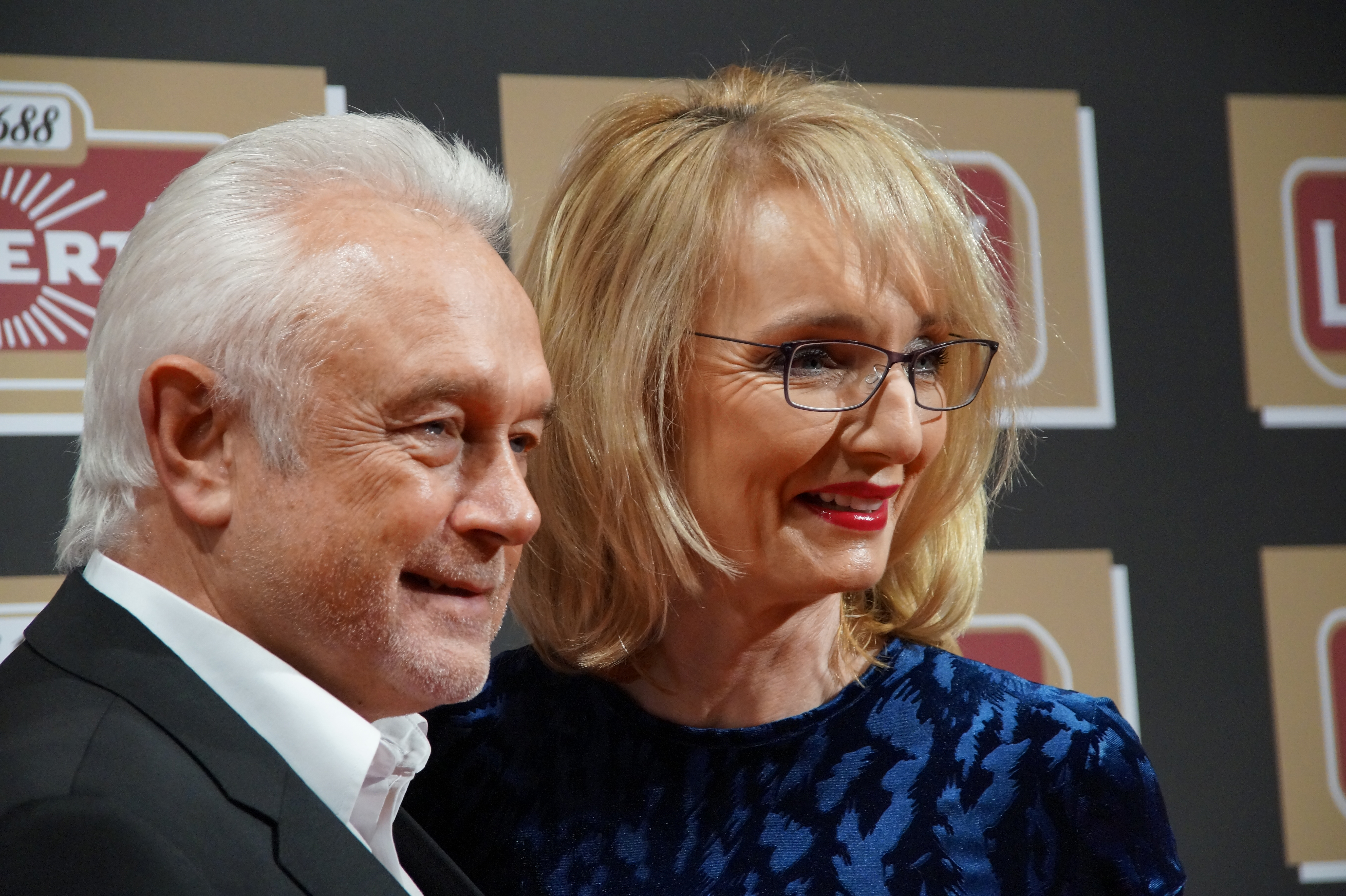
Wolfgang Kubicki mit Ehefrau Annette Marberth-Kubicki (2016)

Kubicki wurde 1952 im Braunschweiger Stadtteil Lehndorf als jüngstes von drei Kindern eines Angestellten und einer Verkäuferin in eine evangelisch geprägte Mittelschichtfamilie geboren. Nach dem Abitur 1970 an der Hoffmann-von-Fallersleben-Schule in Braunschweig studierte Kubicki Volkswirtschaftslehre an der Christian-Albrechts-Universität zu Kiel, wo Peer Steinbrück zu seinen Kommilitonen gehörte. Das Studium schloss er 1975 als Diplom-Volkswirt ab. Anschließend war er zuerst für eine Unternehmensberatung und dann bis 1981 für ein Steuerberatungsbüro tätig. Von 1981 bis 1983 arbeitete er als wissenschaftlicher Mitarbeiter für die FDP-Fraktion im schleswig-holsteinischen Landtag.
Neben seiner beruflichen Tätigkeit absolvierte Kubicki ab 1975 ein Studium der Rechtswissenschaft an der Universität zu Kiel, das er 1983 mit dem ersten juristischen Staatsexamen abschloss. Von 1983 bis 1985 war Kubicki Rechtsreferendar und schloss 1985 das zweite juristische Staatsexamen ab. Seitdem ist er als Rechtsanwalt zugelassen und übt diesen Beruf als Steuerstrafverteidiger neben seinem Abgeordnetenmandat weiter aus. In den 1980er Jahren betrieb Kubicki nebenberuflich eine Kneipe in Kiel.
Kubicki ist seit 1997 in dritter Ehe mit der Strafverteidigerin Annette Marberth-Kubicki verheiratet. Er ist Vater erwachsener Zwillingstöchter aus seiner zweiten Ehe und wohnt in Strande bei Kiel. In Santa Ponça auf Mallorca unterhält er eine Nebenwohnung, daheim an der Kieler Förde eine Motoryacht.
Jörn Kubicki (1965–2020), der verstorbene Lebenspartner von Klaus Wowereit, war ein Cousin zweiten Grades von Wolfgang Kubicki.

## Politik

### Partei
Kubicki trat 1971 als 19-jähriger VWL-Student in die FDP ein. 1972/73 war er stellvertretender Bundesvorsitzender des Liberalen Hochschulverbandes und 1975/76 Landesvorsitzender der Jungdemokraten in Schleswig-Holstein. Anschließend wurde Kubicki erstmals 1976 in den Landesvorstand der FDP Schleswig-Holstein gewählt, dem er bis 1988 angehörte, zuletzt als stellvertretender Landesvorsitzender.
Von 1987 bis 1989 war er Vorsitzender des FDP-Kreisverbandes Rendsburg-Eckernförde. Dieses Amt gab er nach seiner Wahl zum Landesvorsitzenden im September 1989 auf. Im September 1993 trat Kubicki im Zuge der Affäre um die Deponie Schönberg als Landesvorsitzender zurück. Als Landesvorsitzender war Kubicki auch im Bundesvorstand der Liberalen. Seit 1997 ist er dies erneut. Zudem war er Spitzenkandidat seiner Partei bei den Landtagswahlen 1992, 2000, 2005, 2009, 2012 und 2017. Er galt nach der langjährigen Ministerpräsidentin Heide Simonis als der bekannteste Politiker des nördlichsten Bundeslandes. Kubicki war ein öffentlich bekennender Freund Jürgen W. Möllemanns, der 2003 bei einem Fallschirmsprung verstarb. Beide waren auch die geistigen Urheber der damaligen Strategie der FDP, der Strategie Projekt 18.
Kubicki setzte sich seit dem Jahre 2000 dafür ein, dass Guido Westerwelle von der FDP zum Bundesvorsitzenden der FDP gewählt wurde und Fraktionsvorsitzender der FDP-Bundestagsfraktion wurde. Westerwelle drängte seinerzeit damit Wolfgang Gerhardt aus beiden Positionen. Mitte Dezember 2010 sprach sich Kubicki öffentlich für die Ablösung Westerwelles als Parteivorsitzender der FDP aus. Er verglich die Situation der FDP mit der Spätphase der DDR und gab der Parteispitze die Schuld an den Umfrageergebnissen unter 5 %.
Bei der Landtagswahl 2012 erhielt die FDP mit Kubicki als Spitzenkandidat ein Ergebnis von 8,2 Prozent der Zweitstimmen. Dies war zwar ein deutlicher Verlust gegenüber der Landtagswahl 2009, als 14,9 Prozent erreicht wurden, aber dennoch das zweitbeste in Schleswig-Holstein erzielte Wahlergebnis. Zuvor war die FDP aus sechs Landesparlamenten ausgeschieden. Daher galt das Ergebnis als außerordentlicher Erfolg, den man vor allem Kubicki zuschrieb („Kubicki-Effekt“). In Umfragen erreichte er 54 Prozent Zuspruch der Wahlbevölkerung Schleswig-Holsteins (im Vergleich zu 18 Prozent für Philipp Rösler) und 63 Prozent sahen große Unterschiede zwischen Landes- und Bundes-FDP. Obwohl Kubicki nie mit Kritik an der Bundespolitik seiner eigenen Partei gespart hatte, betonte er bereits in der Wahlsendung des ZDF, dass dieses als Wahlsieg empfundene Ergebnis gerade auch ein Erfolg für die Bundespartei sei. Damit trat er zuvor öffentlich aufgekommenen Putschgerüchten gegen den Vorsitzenden der Bundes-FDP Philipp Rösler noch vor Ablauf des Wahlabends klar entgegen. Im August 2012 kündigte Kubicki an, bei der Bundestagswahl 2013 als Spitzenkandidat der FDP Schleswig-Holstein antreten zu wollen.
Auf dem FDP-Bundesparteitag 2013 wurde Kubicki als Beisitzer im Bundespräsidium Nachfolger des damaligen Entwicklungsministers Dirk Niebel, der bereits im ersten Wahlgang ausschied. Kubicki gewann dann in einer Kampfabstimmung gegen Gesundheitsminister Daniel Bahr. Der Außerordentliche Parteitag der FDP im Dezember 2013 wählte Kubicki mit 89,87 % der Stimmen zum 1. Stellvertreter des neuen Parteivorsitzenden Christian Lindner. Der FDP-Bundesparteitag 2015 bestätigte Kubicki in diesem Amt mit 94,2 % der Stimmen und der FDP-Bundesparteitag 2017 mit 92,29 %.
Kubicki ist Mitglied des Beirats der Deutsch-Arabischen Gesellschaft.

### Landtagsabgeordneter (1992–2017)
Von 1992 bis 2017 war Kubicki Mitglied des Landtags von Schleswig-Holstein. Dabei zog er stets über die Landesliste in den Landtag ein. Er wurde 1992 sogleich Vorsitzender der FDP-Landtagsfraktion. 1993 legte er das Amt während der Affäre um die „Deponie Schönberg“ nieder. Nach der Landtagswahl 1996 löste er seinen Nachfolger Ekkehard Klug wieder ab und wurde erneut Fraktionsvorsitzender. Nach Bildung der großen Koalition unter Ministerpräsident Peter Harry Carstensen am 27. April 2005 wurde Kubicki Oppositionsführer in Schleswig-Holstein. Mit dem Bruch der großen Koalition und der Entlassung der SPD-Minister aus dem Kabinett Carstensen I am 21. Juli 2009 ging diese Funktion an den SPD-Fraktionsvorsitzenden Ralf Stegner über. Zwischen 2004 und 2009 war Kubicki als Vertreter des Schleswig-Holsteinischen Landtags Mitglied im Beirat der HSH Nordbank. Nach dem Bruch der großen Koalition von CDU-Ministerpräsident Carstensen im Juli 2009 sprach sich Kubicki für eine schwarz-gelbe Koalition nach der für den 27. September 2009 anvisierten Neuwahl des Landtages aus. Nach der Landtagswahl Schleswig-Holstein 2009 wurde Kubicki nicht Mitglied der bis 2012 CDU-FDP-geführten Landesregierung, sondern blieb Fraktionsvorsitzender. Als Mitglied der Regierung hätte er seinen Beruf als Anwalt ruhen lassen müssen. In einem Interview mit der Zeitung Die Welt äußerte Kubicki im Zusammenhang mit den Ermittlungen der Staatsanwaltschaft Hannover gegen Christian Wulff, dass ein Prozess in einer Blamage für die Justiz enden werde, und bezeichnete das Angebot der Staatsanwaltschaft an Wulff, das Verfahren gegen eine Zahlung von 20.000 Euro einzustellen, als „Verzweiflungstat“.

### Bundestagsabgeordneter (1990–1992, 2002, 2017–2025)

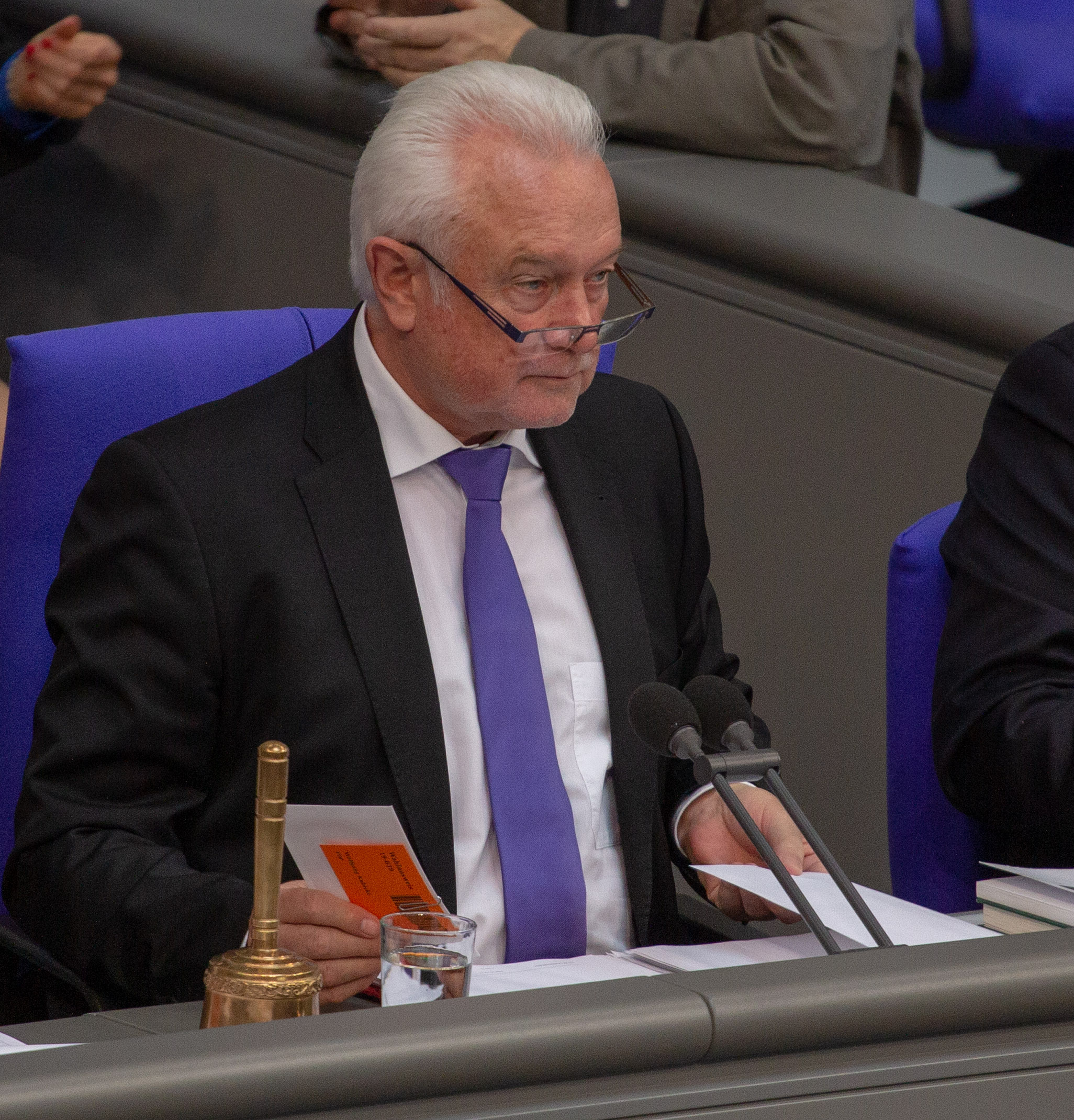
Wolfgang Kubicki als Bundestagsvizepräsident, 2019

Kubicki zog vier Mal in den Bundestag ein, stets über die Landesliste der FDP Schleswig-Holstein:
Er zog nach der Bundestagswahl 1990 erstmals in den Bundestag ein legte sein Mandat am 2. August 1992 nieder. 
Nach der Bundestagswahl im Herbst 2002 war er kurzzeitig Mitglied des Deutschen Bundestages. 
Kubicki wurde vor der Bundestagswahl 2017 zum Spitzenkandidaten der FDP Schleswig-Holstein gewählt und zog in den 19. Deutschen Bundestag ein. Er war dort Vizepräsident des Ältestenrates. Nach der Bundestagswahl 2021 zog er erneut in den Bundestag ein. 
Am 24. Oktober 2017 wählte ihn der 19. Deutsche Bundestag zu einem von fünf Vizepräsidenten. In dieses Amt wurde er nach der Bundestagswahl 2021 ebenfalls gewählt.
Bei der Bundestagswahl 2025 erhielt die FDP nur 4,3 % der Stimmen und scheiterte damit an der 5-Prozent-Hürde. Kubicki kündigte am Abend der Wahl seinen Rückzug aus der aktiven Politik an. 
Am Tag darauf - der FDP-Vorsitzende Christian Lindner war inzwischen zurückgetreten - erklärte Kubicki seine Bereitschaft, FDP-Parteivorsitzender zu werden.

## Rechtsanwaltliche Tätigkeit
Kubicki ist neben seiner Tätigkeit als Politiker als Rechtsanwalt respektive Strafverteidiger aktiv. Er ist in einer Sozietät mit Hendrik Schöler tätig. Zeitweilig betrieb Kubicki auch zusammen mit dem ehemaligen CDU-Landtagsabgeordneten Trutz Graf Kerssenbrock eine Kanzlei.
In der medialen Öffentlichkeit wurde er unter anderem mit folgenden Mandaten bekannt:
- Er war der Strafverteidiger von Klaus-Joachim Gebauer in der sogenannten VW-Korruptionsaffäre.[38]
- Im Zusammenhang mit dem Steuerflucht-Streit der Bundesrepublik Deutschland mit anderen Staaten soll Kubicki die Regierung des Fürstentums Liechtenstein über neue Wege beim Umgang mit dem deutschen Steuerrecht beraten haben.[39] Hierzu soll er unter anderem eine „gutachterliche Stellungnahme“ dazu vorgelegt haben, wie verhindert werden kann, dass Treuhänder oder Bankmitarbeiter Liechtensteins in deutschen Steuerstrafverfahren als Gehilfen behandelt werden. In diesem Zusammenhang soll er auch für seine gutachterlichen Schlussfolgerungen bei der Bundesregierung geworben haben.[39] Darüber hinaus soll Kubicki laut einigen Presseveröffentlichungen auch Mandate in Liechtenstein übernommen haben, u. a. Banken und Unternehmen.[39]
- Er vertrat 2001 den Hamburger Dirigenten und Pianisten Justus Frantz, gegen den wegen des Verdachts auf Untreue und Insolvenzverschleppung ermittelt wurde.[40] Der Hauptvorwurf lautete Vorenthalten und Veruntreuen von Arbeitsentgelt: Sein inzwischen verkauftes Unternehmen Philharmonie der Nationen Konzert-Management GmbH habe keine Sozialversicherungsbeiträge für engagierte Musiker abgeführt.
- 1997 verteidigte er Hans-Peter Daimler im Fall Lucona am Landgericht Kiel. Hinweise auf etwaige Verstrickungen verschiedener Geheimdienste wurden vom Gericht nicht weiter verfolgt.
- Beim Revisionsverfahren im Polizistenprozess um Robert S. (Aussetzung mit Todesfolge) verteidigte Kubicki 2008 mit seiner Ehefrau die beiden angeklagten Polizeibeamten.[41][42]
- Aktuell betreut er anwaltschaftlich Hanno Berger, der wegen mittäterschaftlicher schwerer Steuerhinterziehung in dreistelliger Millionenhöhe im Rahmen sogenannter „Cum-Ex-Geschäfte“ (Dividendenstripping) angeklagt ist. Dies galt nach der Bundestagswahl 2017 als Hindernis für das möglicherweise angestrebte Amt des Finanzministers.[43] Noch 2013 bewertete Kubicki die Cum-Ex-Geschäfte als Steuerhinterziehung.[43] Der frühere Finanzbeamte Berger gilt als der führende Berater und Initiator von Dividendenstripping-Transaktionen, die laut einem Bericht der Zeit einen Steuerschaden von über 55 Milliarden Euro verursacht haben.
- Ebenso betreute er anwaltschaftlich die FDP-Politikerin Christel Augenstein, die wegen Geschäften mit derivativen Finanzinstrumenten, wodurch der Stadt Pforzheim hoher Schaden entstanden war, vor dem Landgericht Mannheim angeklagt wurde. Das Verfahren wurde nach § 153a StPO eingestellt.
- 2021 betreut er anwaltlich den Mediziner Winfried Stöcker, der einen COVID-19-Impfstoff entwickelt hat. Wegen Verabreichung und Testung des dem Impfstoff zugrunde liegenden Antigens an sich selbst sowie an Mitarbeitern und Bekannten nahm die Lübecker Staatsanwaltschaft Ermittlung wegen des Verdachts des Verstoßes gegen das Arzneimittelgesetz auf. Kubicki argumentiert laut MDR Sachsen, „sein Mandant habe keine klinische Prüfung durchgeführt. Er habe vielmehr das Antigen im Rahmen individueller Heilversuche gespritzt. Daher habe er auch keine Genehmigung benötigt“.[44]

## Positionen

### Politikalltag in Berlin
Im Jahr 2010 gab Kubicki der Zeit ein Interview, wo er den Politikeralltag in Berlin-Mitte beschrieb:

„Ich würde in Berlin zum Trinker werden, vielleicht auch zum Hurenbock. Ich bin inzwischen zum dritten Mal verheiratet, und ich will auf keinen Fall auch diese Ehe ruinieren. Das politische Leben in Berlin sieht doch so aus: Sie sind den ganzen Tag unter Druck, abends wartet Ihr Apartment auf Sie, sonst niemand. Es gibt einen enormen Frauenüberschuss, denn wenn Sie den gesamten Politikbetrieb nehmen, kommen Sie auf schätzungsweise 100.000 Leute, (…) davon 60 Prozent Frauen. (…) Da sind dann diese Abende, an denen Sie nur abschalten wollen, Stressabbau. Da sitzt Ihnen plötzlich eine Frau gegenüber, die Ihnen einfach nur zuhört. Und dann geht die Geschichte irgendwann im Bett weiter. Dazu der Alkohol: Sie könnten, weil Sie ständig in Terminen sind, den ganzen Tag trinken. Eine Flasche Wein ist da gar nichts, leicht zu verteilen auf fünf Termine. Und abends geht es richtig los. (…) Ich bin jetzt 58, ich will meine politische Karriere überleben.“

2016 relativierte Kubicki gegenüber der Tageszeitung seine Berlin-Ansichten: Er fühle sich „mittlerweile (…) sittlich und moralisch gefestigt“.
Nach der Bundestagswahl 2017 sorgten ein angedeuteter Handkuss sowie darauf bezogene Äußerungen Kubickis über Katrin Göring-Eckardt für ein Medienecho: „Wer es übrigens zuverlässig schafft mich innerhalb von 30 Sekunden rasend zu machen, ist Katrin Göring-Eckardt.“ Die notorische moralische Attitüde der Grünen-Politikerin treibe seinen Blutdruck in die Höhe. Grünen-Politiker warfen Kubicki danach Frauendiskriminierung vor, und Anne Will griff das Thema in ihrer Talkshow auf, in der beide als Gäste auftraten, nachdem das Wahlergebnis zu Sondierungsgesprächen über eine Jamaika-Koalition geführt hatte.

### Umgang mit Russland und Haltung zum Krieg in der Ukraine
Im Mai 2018 unterlag er auf dem Parteitag der FDP mit seiner Forderung, die Wirtschaftssanktionen gegen Russland zu lockern. Nach der Vergiftung von Alexei Anatoljewitsch Nawalny unterstützte er den Vorschlag der FDP-Bundestagsfraktion nach einem zeitlich begrenzten Moratorium beim Bau der Gaspipeline Nord Stream 2. Er erklärte, er halte es grundsätzlich nicht für „zielführend“, ein milliardenschweres Infrastrukturprojekt nicht voranzutreiben, regte aber an, darüber nachzudenken, „ob man einen Gas-Importstopp für eine gewisse Zeit fordert.“
Im August 2022, während des Russischen Überfalls auf die Ukraine 2022 sprach er sich für die Inbetriebnahme von Nord Stream 2 aus und erklärte, es gebe „keinen vernünftigen Grund, Nord Stream 2 nicht zu öffnen“. Daraufhin widersprachen ihm zahlreiche FDP-Politiker öffentlich und wiesen die Forderung zurück.
Im März 2024 erklärte Kubicki, er würde für die Lieferung von Taurus-Marschflugkörpern an die Ukraine stimmen.

### Ausschreitungen in Chemnitz
Im August 2018 kommentierte Kubicki die gewalttätigen Ausschreitungen bei einer Kundgebung rechter und rechtsextremer Gruppierungen: „Die Wurzeln für die Ausschreitungen liegen im ‚Wir schaffen das‘ von Kanzlerin Angela Merkel.“ Kritisiert wurde er dafür von Parteifreunden wie Marie-Agnes Strack-Zimmermann (FDP-Parteivizechefin) oder Ria Schröder, der Vorsitzenden der Jungen Liberalen. FDP-Chef Christian Lindner sagte, Merkels Migrationspolitik habe „unsere politische Kultur verändert. Zum Schlechteren.“ Eine Erklärung für Hetze, Rassismus und Gewalt sei dies jedoch nicht. Die Ereignisse sollten „die Demokraten vereinen und nicht spalten“. FDP-Generalsekretärin Nicola Beer nahm Kubicki in Schutz. Kubicki selbst schrieb später auf Facebook, die Bürger hätten „das Gefühl, dass sich der Staat vorführen lässt – von rechts und links. ‚Deutschland ist Scheiße‘ zu brüllen und Pflastersteine auf Polizisten zu werfen, ist mindestens genauso zu verurteilen wie Hetzjagden von Rechten gegen vermeintliche Migranten.“

### Wahl von Thomas Kemmerich
Am 5. Februar 2020 konstatierte Kubicki zur Wahl von Thomas Kemmerich (FDP) mit den Stimmen der FDP, AfD und CDU zum thüringischen Ministerpräsidenten: „Es ist ein großartiger Erfolg für Thomas Kemmerich. Ein Kandidat der demokratischen Mitte hat gesiegt. Offensichtlich war für die Mehrheit der Abgeordneten im Thüringer Landtag die Aussicht auf fünf weitere Jahre [Bodo] Ramelow nicht verlockend.“ Kubicki sagte weiter: „Jetzt geht es darum, eine vernünftige Politik für Thüringen voranzutreiben. Daran sollten alle demokratischen Kräfte des Landtages mitwirken.“ Offenbar mit Blick auf die Wahl Kemmerichs auch durch die AfD sagte Kubicki: „Was die Verfassung vorsieht, sollte nicht diskreditiert werden.“

### COVID-19-Pandemie
Am 28. April 2020 kritisierte Kubicki das Robert Koch-Institut (RKI) und dessen Präsidenten Lothar Wieler während der COVID-19-Pandemie in Deutschland. Deren Corona-Zahlen „vermitteln eher den Eindruck, politisch motivierte Zahlen zu sein als wissenschaftlich fundiert“. Das RKI gab Ende April 2020 trotz sinkender Infektionszahlen einen R-Wert von 1,0 an. Im Mai 2021 zeigte sich Kubicki erstaunt, dass nach „mehr als 70 Jahren Demokratie […] viele Bürger lieber auf die Gestaltungsmacht der Regierung als auf ihre eigene Vernunft vertrauen“. Er kritisierte die Bundesregierung für ein schlechtes Management bei der Impfstoffbeschaffung und bei der Einführung der Corona-Warn-App sowie für die Verhängung von Ausgangssperren. Die Grundrechte seien beschränkt worden, „ohne genau zu klären, ob diese Beschränkungen überhaupt ihren Zweck erfüllen können“. Im Juni 2021 forderte Kubicki die Aufhebung „alle[r] grundrechtsbeschränkenden Maßnahmen“, da die Rechtsgrundlage aufgrund anhaltender 7-Tage-Inzidenzen unter 35 entfallen sei.
Nachdem Karl Lauterbach im September 2021 vor einem schwierigen Herbst gewarnt hatte, sagte Kubicki gegenüber Bild TV, im Norden in seiner Stammkneipe würde man jemanden wie Lauterbach „Spacken oder Dumpfbacke“ nennen. Er erklärte auch, dass er während des von der Großen Koalition beschlossenen Lockdowns „selbstverständlich“ in Kneipen gewesen sei, die trotz Verbots illegal weiterbetrieben wurden. An den dortigen Stammtischen hätten sich Menschen getroffen, „weil sie gesagt haben: Hier ist nichts“. Er habe deswegen auch kein schlechtes Gewissen, sondern vielmehr von seinem „Recht auf autonomes Handeln Gebrauch gemacht“.
Im November 2021 nannte Kubicki den Vorsitzenden des Weltärztebundes, Frank Ulrich Montgomery, den „Saddam Hussein der Ärzteschaft“. Montgomery hatte zuvor die Corona-Politik der FDP scharf kritisiert. Nach starker Kritik entschuldigte sich Kubicki bei Montgomery. In der Rede, in der er Montgomery angriff, kritisierte er auch das Corona-Management in Teilen Süddeutschlands. Er behauptete, Markus Söder stelle eigene Karriereambitionen vor den Schutz der Bevölkerung, und sagte: „Das ist charakterlos und menschlich erbärmlich“.
Im Dezember 2021 positionierte er sich gegen eine allgemeine Impfpflicht gegen COVID-19 und formulierte mit weiteren FDP-Abgeordneten einen Antrag gegen diese. Kubicki sieht die allgemeine Impfpflicht als verfassungswidrig an und bezeichnete sie als „schwere[n] Vertrauensbruch“. Zudem erklärte er, „vielen Impfpflicht-Befürwortern“ scheine es vor allem „um Rache und Vergeltung“ an Ungeimpften zu gehen. Daraufhin wurde er auch parteiintern kritisiert. So schrieb z. B. Gerhart Baum, Kubicki begebe sich mit solchen Aussagen auf das „Gebiet der Demagogie“ und richte sich mit „solchen demagogischen Formulierungen“ an ein Publikum, „das über die Impfgegnerschaft hinaus ganz anderes im Sinne hat“. Kubicki erwiderte Baums wiederholte Kritik 2024 in einem im Tagesspiegel veröffentlichten offenen Brief.
Anfang 2022 forderte Kubicki den bayerischen Ministerpräsidenten Markus Söder zum Rücktritt auf und warf ihm vor, die Öffentlichkeit hinsichtlich der Rolle der Ungeimpften im Infektionsgeschehen getäuscht zu haben. Söder hatte zuvor von einer „Pandemie der Ungeimpften“ gesprochen und Mitte November 2021 auf Zahlen verwiesen, nach denen die Inzidenz unter Geimpften bei 110, die unter Ungeimpften aber bei 1469 lag. Später wurde bekannt, dass bei dieser Berechnung Menschen mit unbekanntem Impfstatus der Gruppe der Ungeimpften zugeschlagen werden, wodurch die Rolle von Ungeimpften potentiell überschätzt werden kann.
Im September 2022 stimmte er als einer von sieben Abgeordneten der FDP-Fraktion im Bundestag gegen eine Neufassung des Infektionsschutzgesetzes der Ampel-Koalition.

### Meinungsfreiheit
Kubicki kritisiert unter anderem in seinem 2020 erschienenen Buch Meinungs(un)freiheit. Das gefährliche Spiel mit der Demokratie die Debattenkultur in Deutschland. Kubicki vermutet, viele Menschen würden glauben, aufgrund einer Meinungsäußerung persönliche oder existenzielle Probleme bekommen zu können. Er beklagte, dass nach seiner Beobachtung Diskussionen nicht mehr argumentativ, sondern entlang moralischer Haltungen geführt würden.
Aufgrund der zunehmenden medialen Verwendung von geschlechtergerechter Sprache befürchtet Kubicki ein wachsendes Akzeptanzproblem der öffentlich-rechtlichen Medien.

## Kontroversen

### Affäre um die Mülldeponie Schönberg
Die Mülldeponie Schönberg (heute Deponie Ihlenberg) in Mecklenburg-Vorpommern entstand aus dem ehemaligen „VEB Deponie Schönberg“. Seit 1991 beriet Kubicki das Land Mecklenburg-Vorpommern bei deren Privatisierung für ein Honorar von 850.000 DM. Bald warf man ihm vor, er habe das Land schlecht beraten und überhöhte Honorare abgerechnet. Vor allem sei die landeseigene Betreibergesellschaft auf den Risiken und Umweltauflagen sitzen geblieben und nahezu in die Insolvenz getrieben worden, während ein Geschäftspartner Kubickis, der Lübecker Müllunternehmer Adolf Hilmer, als Pächter „allein in den ersten drei Jahren 52 Millionen Mark Gewinn abgeschöpft“ habe.
Den Kontakt zu Hilmer soll Kubicki jedoch verschwiegen haben. Der Landesrechnungshof Mecklenburg-Vorpommern monierte Anfang 1993 eine „miserabele Verhandlungsführung“ des mecklenburgischen Umweltministeriums und bezifferte einen dem Land durch „Knebelverträge“ entstandenen Schaden von 100 Millionen Mark. Der Landtag Mecklenburg-Vorpommern berief zur Klärung der Vorwürfe einen Untersuchungsausschuss ein und verklagte Kubicki später auf Schadensersatz. Dieser trat noch 1993 vom Landesvorsitz der FDP sowie dem Fraktionsvorsitz im Kieler Landtag zurück. Den jahrelangen Rechtsstreit entschied der Bundesgerichtshof jedoch zu seinen Gunsten.

### Tätigkeiten für Mobilcom und Gerhard Schmid
Etwa 2005 erhielt Kubicki von Sibylle Schmid-Sindram, der Ehefrau des Mobilcom-Gründers und langjährigen Unternehmenschefs Gerhard Schmid, ein Paket von 800.000 Mobilcom-Aktien. Diese lagerten in einem Wertpapierdepot der VP Bank in Liechtenstein und hatten einen Wert von rund 13 Millionen Euro. Nach Kubicki dienten sie dem Zweck, alle künftigen Anwaltshonorare und Prozesskosten seiner Mandantin abzusichern. Über die Stimmrechte verfüge jedoch Schmid-Sindram. Gerhard Schmids Insolvenzverwalter klagte gegen die France Télécom auf Schadenersatz. Da Schmid jedoch zahlungsunfähig war, trug Sibylle Schmid-Sindram die Prozesskosten. Bei der Zahlungsabwicklung half ihr Kubicki: Schmid-Sindram soll rund 900.000 Euro auf ein Liechtensteiner Konto Kubickis überwiesen haben, woraufhin Kubicki sodann zumindest einen Teil des Geldes an den Insolvenzverwalter weitergeleitet haben soll.
Später wurde öffentlich, dass Kubicki kurzzeitig an der „Waterkant Immobilien GmbH“ beteiligt war. Zusammen mit der „Waterkant Immobilien GmbH & Co KG“, deren Geschäftsführerin Sibylle Schmid-Sindram war, wurde der begonnene Bau fertiggestellt. Anfang 2005 erhielt jene Gesellschaft den Zuschlag in Höhe von 13 Millionen Euro bei der Zwangsversteigerung des Gebäudes.

### Verbindungen zur Glücksspielbranche
Kubicki gilt seit Jahren als Interessenvertreter der Glücksspielbranche. So nahm er im Frühjahr 2011 an einer von der Sport-Wirtschaftszeitschrift Sponsor’s ausgerichteten Konferenz auf Sylt teil, deren Ziel die Vorbereitungen „für die Zeit eines politisch liberalisierten Marktes für Sportwetten und Online-Poker“ waren. Der Veranstalter trug dabei auch die Hotelkosten. Unter seiner Beteiligung legalisierte die Landesregierung von Schleswig-Holstein als erste im Bundesgebiet die Nutzung von Online-Casinos. Kubicki wird als „prominentester politischer Befürworter“ der im ganzen Bundesgebiet ab dem 1. Juli 2021 geltende Erlaubnis im Rahmen des neugefassten Glücksspielstaatsvertrages betrachtet.
Er trat außerdem 2014 in einem Werbevideo des Deutschen Sportwettenverbandes auf.

### Präsident Erdoğan
Kubicki bezeichnete Recep Tayyip Erdoğan auf einer Wahlkampfveranstaltung hinsichtlich seiner Flüchtlingspolitik als „kleine Kanalratte“. Wegen dieser Äußerung Kubickis bestellte die türkische Regierung den deutschen Botschafter ein. Ein Kölner Rechtsanwalt erstattete im Namen des türkischen Präsidenten eine Strafanzeige bei der Staatsanwaltschaft Hildesheim wegen Beleidigung und Verleumdung. Nach Aussage Kubickis hat Erdoğan seit Beginn seiner Amtszeit im Jahr 2014 rund 200.000 solcher Verfahren einleiten lassen. Die Legal Tribune Online bezeichnete die Äußerung als eine „klar strafbare Beleidigung“, wobei eine Bestrafung allerdings nur möglich sei, wenn der Bundestag Kubickis Immunität aufhebe.

## Schriften
- Sagen, was Sache ist!: Über Machtspiele, Hinterzimmer und den Mut zum Urteil. Econ, Berlin 2019, ISBN 978-3-430-21016-4.
- Meinungs(un)freiheit. Das gefährliche Spiel mit der Demokratie. Westend Verlag, Frankfurt / Main 2020, ISBN 978-3-86489-293-6.
- Die erdrückte Freiheit. Wie ein Virus unseren Rechtsstaat aushebelt. Westend Verlag, Frankfurt / Main 2021, ISBN 978-3-86489-346-9.